# ビョルンスティエルネ・ビョルンソン
ビョルンスティエルネ・ビョルンソン（Bjørnstjerne Bjørnson [ˈbjøːɳˈstjæːɳə ˈbjøːɳˈsɔn]、1832年12月8日 - 1910年4月26日）は、ノルウェーの作家。1903年にノーベル文学賞を受賞した。
ヘンリック・イプセン、ヨナス・リー、アレクサンダー・ヒェランとともにノルウェー人作家の「偉大な4人」とされる。代表作は詩集『詩と歌』である。ノルウェーの国歌『我らこの国を愛す』の作詞者であり、また長らく50クローネ紙幣に肖像が描かれていた。
作曲家のエドヴァルド・グリーグとは親密な関係にあり、グリーグは戯曲『十字軍の兵士シグール』の音楽を手がけた他、後述のようにビョルンソンのテクストに基づく歌曲や合唱曲、オペラ（未完）、メロドラマなど多くの作品を作曲している。
名前は、ビョルンスチェルネ、ビョルンスチェーナとも表記される。

## 日本語訳書
- 喜：家庭小説 （三浦関造訳 彩文館 1911年6月）
- レオナルダ （滝村立太郎訳 金港堂（西洋名劇集） 1911年6月）
- アルネ （矢口達訳 新陽堂 1912年5月）
- 新一幕物 人力以上 （森鷗外訳 籾山書店 1913年）
- 若き葡萄の花咲く頃 （島村民蔵訳 演劇無名会 1914年）
- 森の処女 （三上於菟吉訳 新潮社 1918年）
- 近代劇五曲 続 新夫婦 （小山内薫訳 国文堂書店 1921年）
- アブサロムの髪 （渡辺清訳 聚英閣 1921年）
- 近代劇大系 第4巻 人力以上 （吉田白甲訳 近代劇大系刊行会 1925年）
- アルネ シンネエヴェ・ソルバッケン 手套 （生田春月訳 世界文学全集 第27巻 新潮社 1928年）
- 日向丘の少女 アルネ （宮原晃一郎訳 ノーベル賞文学叢書 6 今日の問題社 1940年）
- 短篇小説読本 第1輯 父親 （三輪健太郎訳 桜華社出版部 1943年）
- 日向が丘の少女 （大滝重直著 講談社（世界名作全集） 1954年）
- 日向丘の少女 シュンネーヴェ・ソルバッケン （山室静訳 角川文庫1954年）
- 父親、熊狩りの名人、まごころ、鷲の巣、クロ （山室静訳　世界文学全集 河出書房新社 1957年）
- 楽しい少年 （植田敏郎訳 世界少年少女文学全集 東京創元社 1958年）
- 日向が丘の少女 （矢崎源九郎訳 少年少女世界文学全集 37（北欧編 3） 講談社 1961年）
- 日向が丘の少女 （森いたる訳 岩崎書店（世界少女名作全集） 1963年）
- 人の力を超えるもの （毛利三弥訳 ノーベル賞文学全集 19 主婦の友社 1972年）
- 日向が丘の少女 岡上鈴江文  (母と子の名作文学　集英社 1973年）
- アルネ （小林英夫訳 岩波文庫 1975年）
- 日向が丘の少女 （立原えりか 集英社（マーガレット文庫世界の名作） 1976年11月）
- 日なたが丘の少女 （山内清子訳 小学館（フラワーブックス） 1983年5月）
- 父 くわしい注釈で読むノルウェー語 （岡本健志訳注 大学書林 1994年1月）

## グリーグの主な作曲作品
- 王女（歌曲）
- 南の修道院の前で 作品20（独唱、合唱、管弦楽）
- 『漁師の娘』からの4つの詩 作品21（歌曲集） 「初めての出会い」「おはよう」「私は春に詩を捧げる」「ご忠告ありがとう」
- 十字軍の兵士シグール 作品22（劇付随音楽）
- 故郷への帰還 作品31（カンタータ）
- ロマンス集 作品39（歌曲集） うち2曲：「モンテ・ピンチョから」「秘密の愛」
- ベルグリオット 作品42（メロドラマ：朗読とピアノまたは管弦楽）
- オーラヴ・トリグヴァーソン 作品50（オペラ） ※未完、一部が独唱、合唱、管弦楽のための『オーラヴ・トリグヴァーソンからの3つの情景』として発表された。
- 子供の歌 作品61（歌曲集） うち1曲：「呼び声」